# Aeropuerto de Jerez
Aeropuerto de Jerez (hiszp. Estación de Aeropuerto de Jerez) – stacja kolejowa w Jerez de la Frontera, w prowincji Kadyks, we wspólnocie autonomicznej Andaluzja, w Hiszpanii. Obsługuje Port lotniczy Jerez.
Jest obsługiwana przez pociągi Media Distancia Renfe oraz linię C-1 Cercanías Cádiz.

## Położenie stacji
Znajduje się na linii kolejowej Alcázar de San Juan – Kadyks w km 99, na wysokości 29 m n.p.m..

## Stacja
Stacja została otwarta w dniu 7 września 2011 roku w celu obsługi lotniska Jerez. Ma dwa boczne perony o długości 200 metrów i cztery tory, w tym dwa środkowe służą jako tory przelotowe. Stacja posiada wiaty peronowe, przejście podziemne, tablice informacyjne, kołowrotki i automaty biletowe. Cały koszt prac związany z budową stacji wyniósł 11,3 mln euro.

## Linie kolejowe
- Alcázar de San Juan – Kadyks

## Połączenia
| Linia MD | Pociągi | Z/Do    |  | Z/Do  |
| -------- | ------- | ------- |  | ----- |
| 65       | MD      | Sevilla |  | Cádiz |

Stacja stanowi północny kraniec linii C-1 Cercanías Cádiz z Kadyksu.